# Pobórka Wielka
Pobórka Wielka – wieś w Polsce położona w województwie wielkopolskim, w powiecie pilskim, w gminie Białośliwie.
W latach 1954-1961 wieś była siedzibą gromady Pobórka Wielka, po jej zniesieniu w gromadzie Białośliwie. W latach 1975–1998 miejscowość administracyjnie należała do województwa pilskiego.